# ATP Lyon Open 2018
Lyon Open 2018 — тенісний турнір, що проходив на ґрунтових кортах у місті Ліон, Франція з 21 травня. Належав до категорії ATP World Tour 250, був турніром серії ATP Lyon Open 2018 року.

## Фінальна частина

### Одиночний розряд
Домінік Тім —  Жиль Сімон 3–6, 7–6(7–2), 6–1

### Парний розряд
Нік Киріос /  Джек Сок —  Роман Єбави /  Матве Мідделкоп 7–5, 2–6, [11–9]